# Seznam ocenění Kanye Westa
Toto je seznam ocenění amerického rappera a producenta Kanyeho Westa, který získal již 261 cen a byl 763krát nominovaný. Včetně 22 cen Grammy ze 70 nominací.

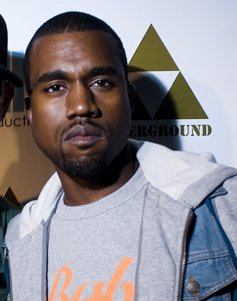
Kanye West v roce 2007

## 2004

### MOBO Awards
- Nejlepší hip-hopový umělec (Kanye West)
- Nejlepší producent (Kanye West)
- Nejlepší album (The College Dropout)

### World Music Awards
- Nejlepší nováček – kategorie muži (Kanye West)

## 2005

### BET Awards
- Nejlepší hip-hopový umělec – kategorie: muži (Kanye West)

### Grammy Awards
- Nejlepší rapové album (The College Dropout)
- Nejlepší rapová píseň (Jesus Walks)
- Nejlepší R&B píseň (You Don't Know My Name (Alicia Keys) (Kanye West - hudba a text)

### MTV Video Music Awards
- Nejlepší videoklip – kategorie: muži (Jesus Walks)

### NAACP Image Awards
- Nejlepší nováček (Kanye West)

### Vibe Awards
- Nejlepší rapper (Kanye West)

## 2006

### Billboard R&B/Hip-Hop Awards
- Nejlepší rapové album (Late Registration)
- Rapová píseň roku (Gold Digger)

### BRIT Awards
- Nejlepší mužský solo umělec (Kanye West)

### Grammy Awards
- Nejlepší rapová píseň (Diamonds from Sierra Leone)
- Nejlepší rapový solo výkon (Gold Digger)
- Nejlepší rapové album (Late Registration)

### MTV Europe Music Awards
- Nejlepší hip-hopový počin (Kanye West)

### World Music Awards
- Nejlépe se prodávaný hip-hop/rap umělec (Kanye West)

## 2007

### BET hip-hop Awards
- Nejlepší živé vystoupení (Kanye West)
- Nejlepší hip-hop videoklip (Stronger)

### MOBO Award
- Nejlepší hip-hopový počin (Kanye West)
- Nejlepší videoklip (Stronger)

### Vibe Awards
- Mixtape roku (Can't Tell Me Nothing: The Mixtape)

## 2008

### American Music Awards
- Nejlepší Rap/Hip-hop album (Graduation)
- Nejlepší Rap/Hip-hop umělec (Kanye West)

### BET Awards
- Nejlepší hip-hopový umělec (Kanye West)
- Nejlepší spolupráce (Good Life (ft. T-Pain))

### BET Hip-hop Awards
- Nejlepší živé vystoupení (Kanye West)
- Nejlepší videoklip (Good Life)

### BRIT Awards
- Nejlepší mužský solo umělec (Kanye West)

### Grammy Awards
- Nejlepší rapová píseň (Good Life)
- Nejlepší rapové album (Graduation)
- Nejlepší rapový počin dua nebo skupiny (Southside (ft. Common))
- Nejlepší rapový solo počin (Stronger)

### MTV Europe Music Awards
- Ultimate Urban  (Kanye West)

### MTV Video Music Awards
- Nejlepší speciální efekty ve videoklipu (Good Life)

## 2009

### BET Hip-hop Awards
- Producent roku (Kanye West)

### BRIT Awards
- Nejlepší mužský solo umělec (Kanye West)

### Grammy Awards
- Nejlepší rap/zpěv spolupráce (American Boy – (Estelle a Kanye West))
- Nejlepší rapový počin dua nebo skupiny (Swagga Like Us (T.I. ft. Jay-Z, Lil Wayne a Kanye West))

### Teen Choice Awards
- Nejlepší rapový umělec (Kanye West)

## 2010

### Grammy Awards
- Nejlepší rap/zpěv spolupráce (Run This Town – (Jay-Z ft. Rihanna a Kanye West))
- Nejlepší rapová píseň (Run This Town – (Jay-Z ft. Rihanna a Kanye West))

## 2011

### BET Awards
- Nejlepší hip-hopový umělec (Kanye West)

### BET Hip Hop Awards
- CD roku (My Beautiful Dark Twisted Fantasy)

### MTV Video Music Awards
- Nejlepší speciální efekty ve videoklipu (Katy Perry – E.T. (ft. Kanye West))
- Nejlepší spolupráce (Katy Perry – E.T. (ft. Kanye West))

## 2012

### BET Awards
- Videoklip roku (Otis (s Jay-Z))
- Nejlepší skupina (Jay-Z a Kanye West)

### BET Hip Hop Awards
- Producent roku
- Reese's Perfect Combo Award ("Mercy")
- Made You Look Award
- CD roku (Watch The Throne (s Jay-Z))

### Grammy Awards
- Nejlepší Rap/Sung spolupráce (All of the Lights)
- Nejlepší rapová píseň (All of the Lights)
- Nejlepší rapové album (My Beautiful Dark Twisted Fantasy)
- Nejlepší rapový výkon (Otis (s Jay-Z))

### Peoples Choice Awards
- Nejoblíbenější píseň roku (E.T (s Katy Perry))

## 2013

### Grammy Awards
- Nejlepší rapová píseň ("Niggas in Paris" (s Jay-Z))
- Nejlepší rapový výkon ("Niggas in Paris" (s Jay-Z))
- Nejlepší Rap/Sung spolupráce ("No Church in the Wild" (s Jay-Z, Frank Ocean & The-Dream))

## 2014

### BET Hip Hop Awards
- Nejlepší koncerty a vystoupení (Kanye West)

## 2015

### MTV Video Music Awards
- Nejlepší videoklip se společenským sdělením ("One Man Can Change The World" (s John Legend a Big Sean))
- Michael Jackson Video Vanguard Award (Kanye West)

### BET Hip Hop Awards
- Nejlepší spolupráce ("Blessings" (Big Sean & Drake & Kanye West))
- Volba diváků ("Blessings" (Big Sean & Drake & Kanye West))
- Nejlepší klubový banger ("I Don't Fuck with You" (Kanye West za produkci písně))

### BET Honors
- Cena pro vizionáře (Kanye West)

## 2016

### BET Hip Hop Awards
- Nejlepší styl (Kanye West)

## 2020

### Billboard Music Awards
- Nejlepší umělec v žánru gospelu (Kanye West)
- Nejlepší album v žánru gospelu (Jesus Is King)
- Nejlepší album v žánru křesťanské hudby (Jesus Is King)
- Nejlepší píseň v žánru gospelu ("Follow God")

## 2021

### Grammy Awards
- Nejlepší album v žánru křesťanské hudbě (Jesus Is King)